# NGC 6285
NGC 6285 é uma galáxia espiral (S0-a) localizada na direcção da constelação de Draco. Possui uma declinação de +58° 57' 21" e uma ascensão recta de 16 horas, 58 minutos e 23,9 segundos.
A galáxia NGC 6285 foi descoberta em 1886 por Lewis A. Swift.